# Apryl Eppinger
Apryl Eppinger (ur. 1985) – australijska zapaśniczka walcząca w stylu wolnym i filipińska zawodniczka ju-jitsu.
Wicemistrzni Oceanii w zapasach w 2016 roku. Zajęła siódme miejsce na mistrzostwach świata w ju-jitsu.